# Hypena synnaralis
Hypena synnaralis là một loài bướm đêm trong họ Erebidae.